# St.-Franziskus-Haus (Bitterfeld)

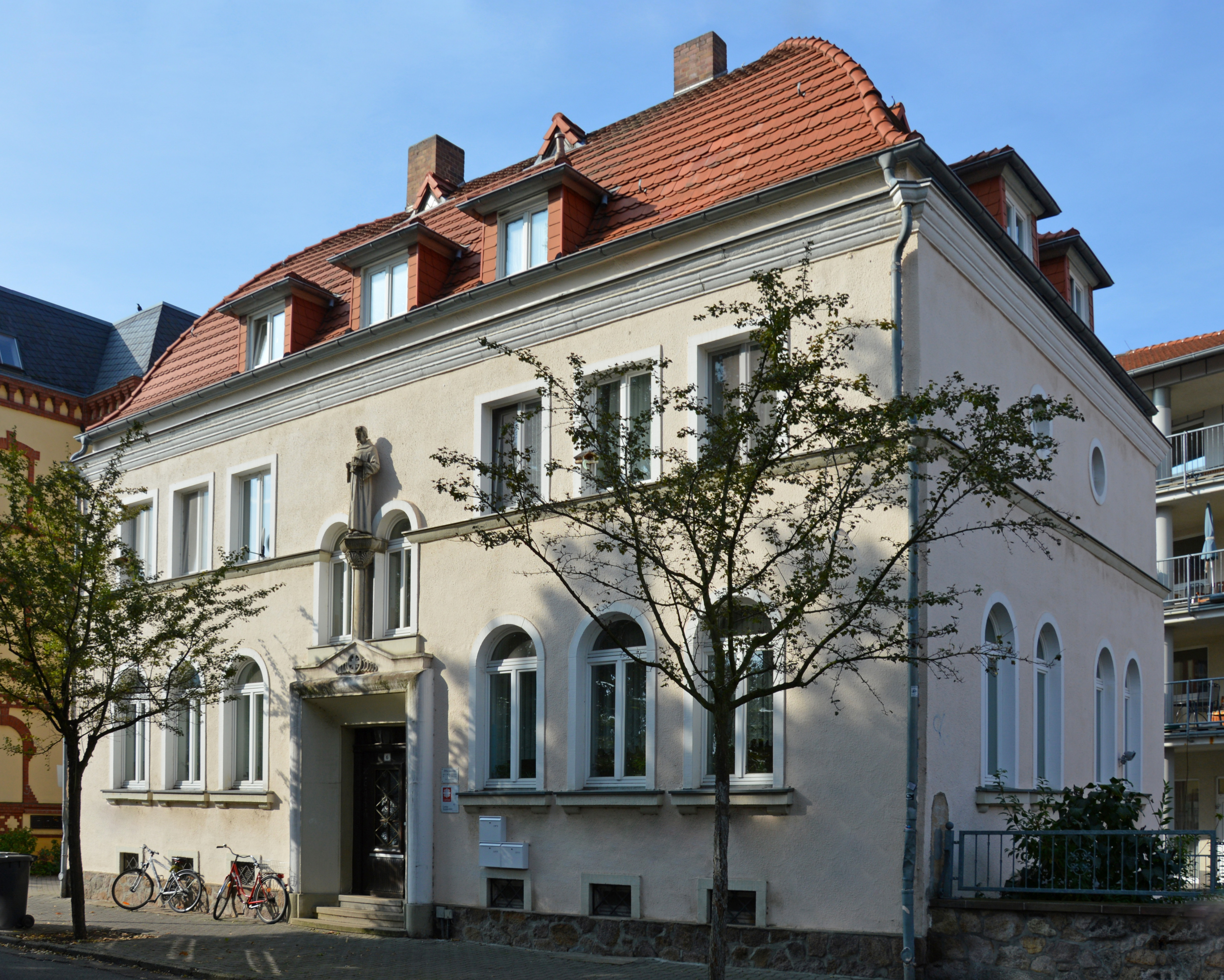
St.-Franziskus-Haus

Das St.-Franziskus-Haus ist ein denkmalgeschütztes römisch-katholisches Gemeindehaus in Bitterfeld-Wolfen in Sachsen-Anhalt.

## Lage
Es befindet sich im Stadtzentrum von Bitterfeld an der Adresse Röhrenstraße 6 auf der nordwestlichen Seite der Röhrenstraße. Knapp 100 Meter nordöstlich des Hauses steht die römisch-katholische Herz-Jesu-Kirche.

## Architektur und Geschichte
Das zweigeschossige verputzte Gebäude entstand im Jahr 1924. Als Baustil wird ein expressionistischer Barock angegeben. Es ist streng symmetrisch aufgebaut und wird von einem geschweiften Walmdach bedeckt. Der mittig angelegte Hauseingang wird von einer Skulptur bekrönt, die den heiligen Franz von Assisi darstellt und von zwei als Rundbögen gestalteten Fenstern flankiert wird. Das Haus ist unterkellert.
Das St.-Franziskus-Haus wird als wichtiges sozial- und kulturgeschichtliches Kulturdenkmal für die Stadt Bitterfeld und insbesondere ihre römisch-katholische Gemeinde angesehen.
Im örtlichen Denkmalverzeichnis ist das Gemeindehaus unter der Erfassungsnummer 094 17632 als Baudenkmal eingetragen.